# Escània
Escània (en suec Skåne  ˈskoːˈnə (?·pàg.) és una regió situada al sud de Suècia, a la qual pertany políticament. Antigament havia estat sota sobirania danesa. Havia format una de les províncies històriques de Suècia, fronterera amb les de Halland, Småland i Blekinge. Actualment, forma part del comtat d'Escània. La capital era Malmö. Per la seva riquesa en producció de cereals i la seva estratègica situació a l'entrada al mar Bàltic, fou tradicionalment cobejada pels suecs, però fins al tractat de Roskilde, de 1658, Suècia no n'aconseguí la incorporació, ratificada per les paus de Copenhaguen (1660) i Lund (1679). La universitat de Lund, fundada el 1668, contribuí a difondre la cultura sueca a Escània.
Les principals ciutats són Malmö, Helsingborg i Lund.
A Escània parlen el dialecte escani del suec. Aquest dialecte és de vegades considerat com una llengua pròpia (especialment pels nacionalistes escanis). Aquest dialecte és una variant del suec amb moltes influències daneses. Té molts diftongs i una r uvular.
La bandera escània és una barreja de la bandera sueca i la danesa. La bandera sovint és vista a Escània, però no té un estatus oficial.